# Sarno (río)
El Sarno es un río de Campania (Italia) que, a pesar de su pequeña longitud (apenas 24 km), puede contar con una cuenca considerablemente extensa (alrededor de 500 km²).
Aunque el río era navegable y lleno de peces, y es así como lo citan poetas y escritores en sus obras, se ha llegado al punto, durante el siglo XX, que se le ha considerado, junto con los arroyos Cavaiola y Solofrana (sus afluentes a través del arroyo Alveo Comune Nocerino), los cursos de agua perenne más contaminados de Europa, aunque se está en proceso de limpieza.

## El nombre
Giovanni Maria Della Torre, escritor e investigador del siglo XVII, citando las obras de otros ilustres hombres del pasado, escribió que el río era llamado Drangone, Dragoncello, Draconte y Draconzio.
El historiador Servio narraba que los primeros habitantes del valle, en la época prerromana, fueron los sarrasti, una población pelasga del Peloponeso, y que fueron ellos los que llamaron Sarno al río y a ellos mismos, sarrasti (o sarrastos).

## La cuenca
La cuenca del Sarno, de este a oeste, se abre desde los montes Picentini, donde nace (en el municipio de Solofra) hasta el golfo de Nápoles (en los distritos de la ciudad metropolitana de Nápoles, Castellammare di Stabia, frazione Ponte Persica y Torre Annunziata, frazione Rovigliano), mientras que de sur a norte va desde las montes Lattari hasta las montañas Sarno, para una extensión total de 438 km² que abarca a las provincias de Salerno, Nápoles y Avellino. Desde el punto de vista político-administrativo, la cuenca está formada por 39 municipios, de los cuales 17 pertenecen a la provincia de Salerno, 17 a la de Nápoles y 4 a la de Avellino.
Desde hace algunos años, con la Ley Regional del 29 de diciembre de 2005 nº 24, se estableció el Parque Regional de la Cuenca Hidrográfica del Río Sarno (Parco regionale Bacino Idrografico del fiume Sarno), que abarca el territorio de los municipios de Sarno, San Valentino Torio, San Marzano sul Sarno, Scafati, Nocera Inferiore, pertenecientes a la provincia de Salerno, y los municipios de Striano, Poggiomarino , Pompei, Torre Annunziata y Castellammare di Stabia, pertenecientes a la ciudad metropolitana de Nápoles.

## Historia
Entre los autores antiguos, el primero en reportar información sobre la navegabilidad del Sarno fue el geógrafo Estrabón:

"El puerto de Nola, Nocera y Acerra (ciudad del mismo nombre que la cercana a Cremona) ubicado en Pompeya, cerca del río Sarno, también recibe mercancías y las exporta."

### El río Sarno como dios
El Sarno, en la antigüedad, como otros ríos más famosos, desempeñó un papel de promotor de la civilización humana y, por esta razón, fue adorado como un dios. Se ha transmitido una imagen casi única y fácilmente reconocible de él: un anciano con barba, medio desnudo, recostado de lado y rodeado de plantas fluviales (generalmente cañas y papiros), sosteniendo un jarrón del que fluye agua. La más notable de las representaciones conocidas del dios Sarno es la que existe en la llamada Fonte Helvius en Sant'Egidio del Monte Albino. 

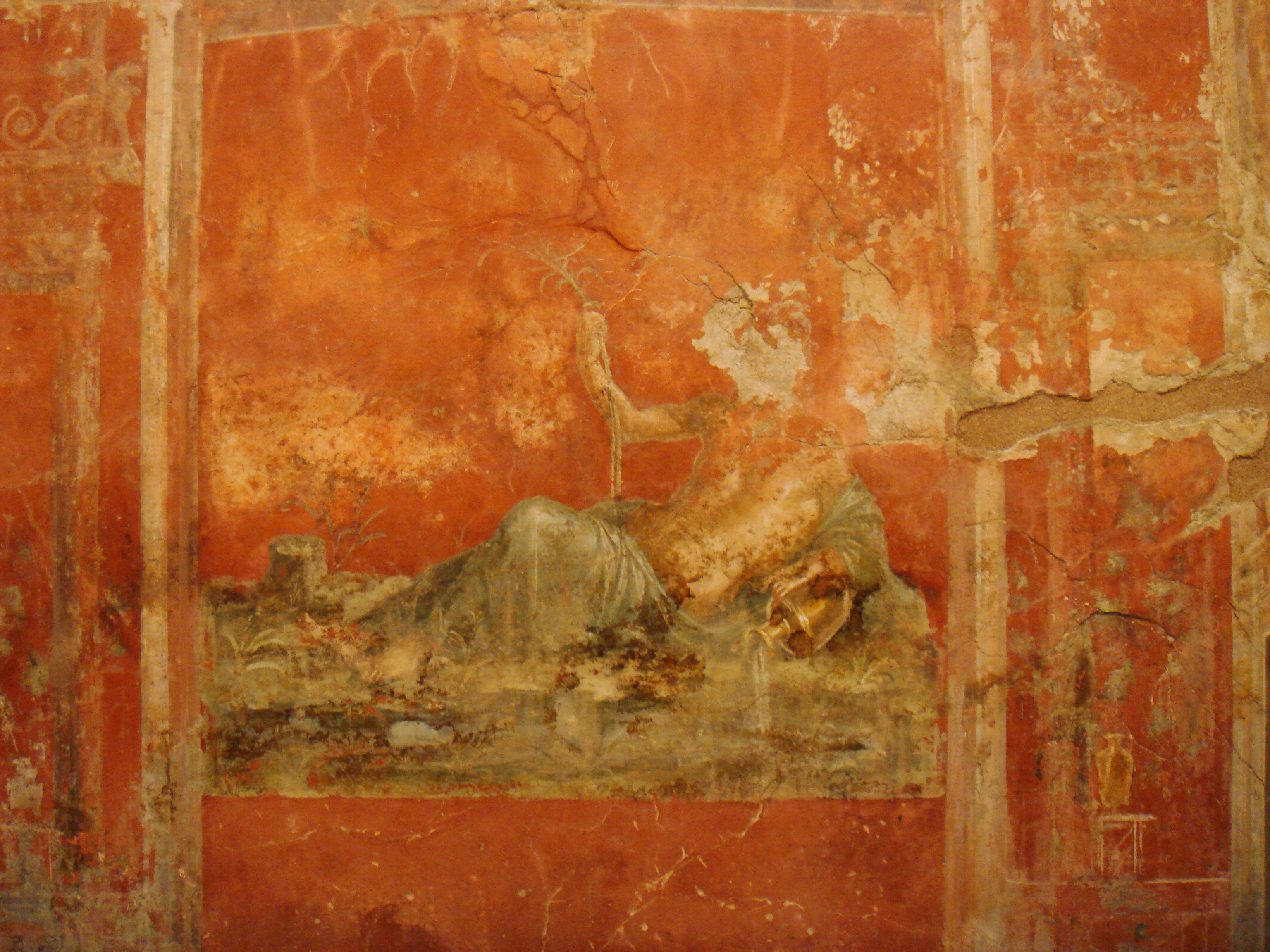
Personificación de la divinidad fluvial del río Sarno. Fresco romano de Pompeya, localidad de Moregine, IV estilo de pintura, año 64.
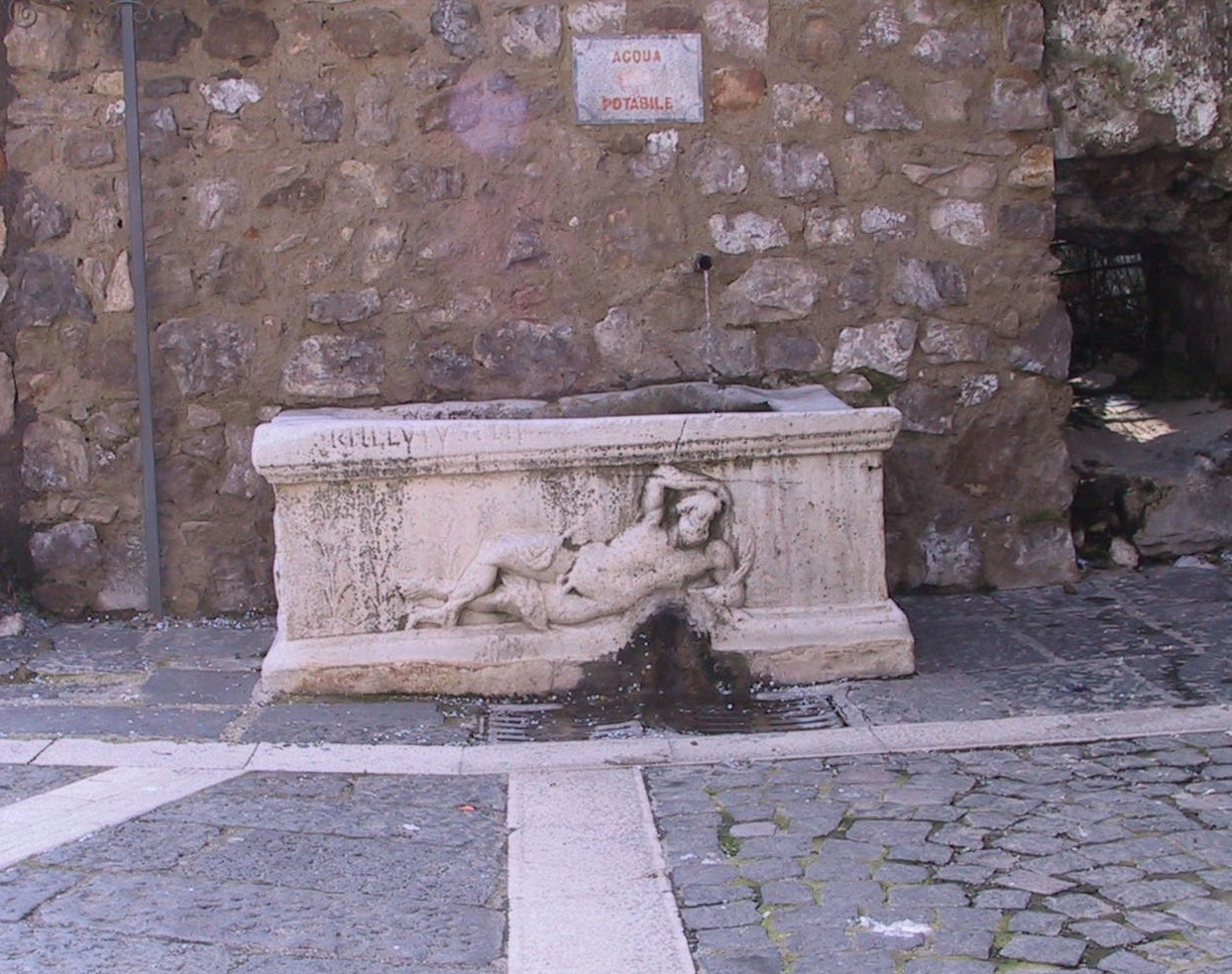
Representación del dios Sarno; Fonte Helvius, municipio de Sant'Egidio del Monte Albino, siglo I a. C.

### El Sarno y Pompeya
El Sarno, conocido como Sarnus por los romanos, desemboca en Pompeya al sur de la actual ciudad italiana de Nápoles.
Tras la erupción del Vesubio del año 79, gran parte del valle se cubrió de material volcánico, con espesor variable, en función de diversos factores, desde unos centímetros hasta decenas de metros, con el resultado de que la tierra cultivada desapareció bajo ese manto, igual que las casas, calles o vías fluviales. Es probable que a partir de este evento el curso del Sarno fuera modificado tanto que, unos cientos de años después, en el año 552, fecha de la Batalla de Mons Lactarius entre el general bizantino Narses y el rey de los ostrogodos Teia, el nombre del río también se perdió:

“Bajo las laderas de este Vesubio hay fuentes de agua potable. Y de ellas fluye un río llamado Dracone, que toca las cercanías de la ciudad de Nocera. Entonces, los dos ejércitos se apostaron en las dos orillas de este río. El Dracone tiene un pequeño cauce, que no puede ser atravesado ni por caballeros ni por soldados de infantería, ya que, mientras transcurre su curso en un espacio angosto, excavar la tierra muy profundamente a ambos lados hace que las orillas parezcan colgantes"